# Fares El-Bakh
Fares Ibrahim Saed Hassouna El-Bakh (em árabe: فارس ابراهيم سعد حسونة الباخ), 4 de junho de 1998, conhecido também como Meso Hassouna, é um halterofilista catari, campeão olímpico.

## Carreira
No Campeonato Mundial de Halterofilismo de 2017, ele competiu na categoria até 94 kg, onde conquistou uma medalha de prata no arremesso, levantando 220 kg, e ficou originalmente em quarto lugar no total geral. No entanto, foi promovido à medalha de bronze no total após o então medalhista de prata, Aurimas Didžbalis, ser desclassificado por reprovar em um teste antidoping.
El-Bakh conquistou a medalha de ouro nos Jogos Olímpicos de Verão de 2020, em Tóquio, ao levantar um total de 402 kg na categoria até 96 kg.